# Gisela Wicke

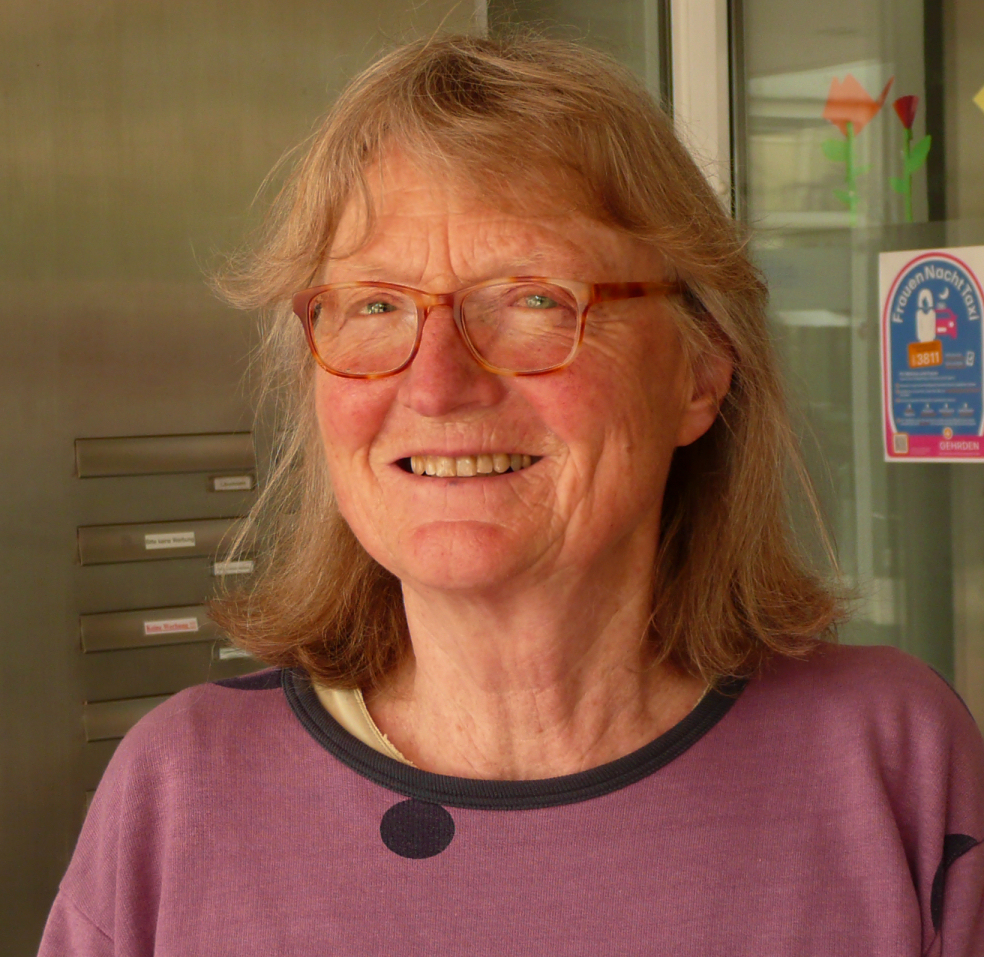
Gisela Wicke, 2025

Gisela Wicke (* 1952) ist eine deutsche Biologin, Naturschützerin und Politikerin (Bündnis 90/Die Grünen).

## Wirken
Gisela Wicke wuchs auf einem Bauernhof bei Kassel auf, wo sie nach der Schule bei der Feldarbeit half. Später studierte sie Biologie an der Universität Hannover und war dort als Diplom-Biologin wissenschaftliche Mitarbeiterin und Lehrbeauftragte. 1992 ging sie zum neu gegründeten Niedersächsischen Landesamt für Ökologie (NLÖ) als Fachbehörde für Naturschutz. Dort arbeitete sie im Dezernat Pflanzenartenschutz, wo sie sich mit Ackerwildkräutern befasste. Im Rahmen der Tätigkeit war Wicke langjährig Leiterin des bundesweiten Arbeitskreises „Naturschutz in der Agrarlandschaft“. Sie vernetzte damit Fachleute in Deutschland. 
Nach der Verwaltungsreform von 2005 in Niedersachsen mit der Auflösung des Landesamtes für Ökologie wechselte sie zum Niedersächsischen Landesbetrieb für Wasserwirtschaft, Küsten- und Naturschutz (NLWKN) als Nachfolgeorganisation. In der Direktion des NLWKN war sie Aufgabenbereichsleiterin für Förderprogramme, Artenschutz, Finanzen und Personal. 2016 wurde sie nach mehrjähriger kommissarischer Tätigkeit Leiterin des Geschäftsbereiches „Regionaler Naturschutz“ und Mitglied der Direktionsleitung. 2018 ging sie in den Ruhestand.
2013 wurde Wicke die Lina-Hähnle-Medaille als höchste Auszeichnung des Naturschutzbundes Deutschland (NABU) verliehen. Sie war die erste Frau, die diese Auszeichnung erhielt.
Am 11. März 2025 wurde Gisela Wicke das Verdienstkreuz am Bande des Verdienstordens der Bundesrepublik Deutschland verliehen. Damit wurde sie für ihr jahrzehntelanges Engagement im Naturschutz, der Familien- und Gleichstellungsarbeit sowie der Kommunalpolitik ausgezeichnet. Die Ehrung nahm Jens Palandt von der Region Hannover vor.

### Naturschutz

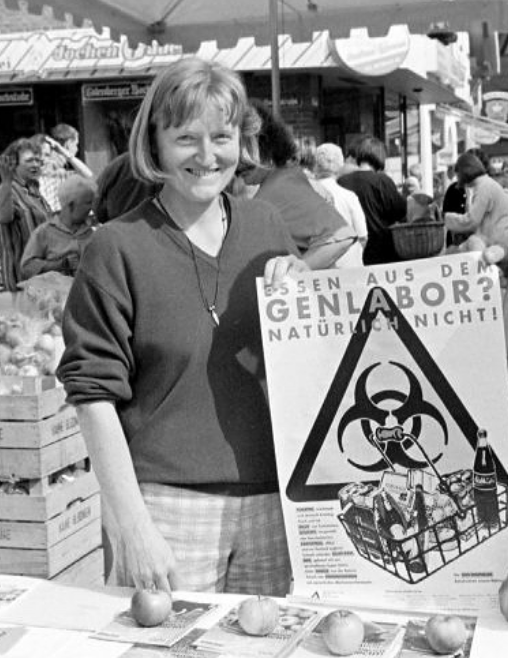
Gisela Wicke mit einem Anti-Genlabor-Plakat in Gehrden, um 1996

Gisela Wicke ist seit 1995 Vorsitzende der Ortsgruppe Gehrden/Benthe des NABU. Sie war 1995 Mitbegründerin des Gehrdener Bauernmarktes, der als Gegenstück zu einem Freisetzungsversuch von gentechnisch veränderten Kulturpflanzen im Gehrdener Ortsteil Ditterke entstand. Anfang 1998 begleitete sie als Vertreterin des NABU-Landesverbandes Niedersachsen das Volksbegehren zur Kennzeichnung gentechnikfreier Lebensmittel. 2002 rief sie den Gehrdener Erlebnisgarten mit Kinder- und Jugendgruppenarbeit zur Erhaltung alter Haustierrassen ins Leben.
Beim niedersächsischen Landesverband des NABU engagiert sie sich seit 2018 und ist seit 2023 dessen stellvertretende Vorsitzende. Sie vertritt den Landesverband in Begleitausschüssen der Niedersächsischen Landesregierung und im Lenkungskreis des „Niedersächsischen Weges“, einer Vereinbarung zwischen Landwirtschaft, Naturschutz und Politik für mehr Natur-, Arten- und Gewässerschutz. 

### Politik
Seit 2014 engagiert sich Wicke für die Partei Bündnis 90/Die Grünen und kandidierte in dem Jahr für das Amt der Bürgermeisterin von Gehrden. Seit 2016 gehört sie dem Rat der Stadt Gehrden und dem Ortsrat Everloh an. 2019 wurde sie zur Ortsbürgermeisterin in Everloh gewählt und hatte das Amt bis 2021 inne. Seit 2021 ist sie stellvertretende Bürgermeisterin der Stadt Gehrden.

### Soziales
Gisela Wicke gehört zu den Initiatoren des Mehrgenerationen-Treffs (MGT) in Gehrden, eine 2016 gegründete Einrichtung als Treffpunkt für Menschen aller Altersgruppen. Wicke gehört dem Beirat des Niedersächsischen Landesamtes für Verbraucherschutz und Lebensmittelsicherheit (LAVES) und dem Beirat des Niedersächsischen Landwirtschaftsministeriums an. Darüber hinaus ist sie Beiratsmitglied der NBank.

## Auszeichnungen
- 2013: Lina-Hähnle-Medaille als höchste Auszeichnung des Naturschutzbundes Deutschland (NABU)[3]
- 2025: Bundesverdienstkreuz am Bande[13]

## Privates
Gisela Wicke hat zwei Kinder und lebt in Gehrden.

## Veröffentlichungen
- mit Joachim Hüppe: Vergleichende Untersuchungen zur Ackerunkrautvegetation des Weser- und Elbetales in Nordwestdeutschland. In: Berichte der Naturhistorischen Gesellschaft Hannover, 1992, S. 135–159 (Online).
- Weitere Ergebnisse des Pilotprojektes und Vorstellung des neuen Ackerrandstreifenprogramms. In: Stiftung zum Schutze gefährdeter Pflanzen (Hrsg.): Flora und Fauna der Äcker und Weinberge, Tagungsband des Internationalen Symposiums vom 17.–20. Juni 1992, Mechernich-Kommern 1992, S. 78–85.
- Was bringen dem Naturschutz Flächenstillegung und Extensivierung in der Landwirtschaft? In: NNA-Berichte, 9/2, Schneverdingen 1996.
- Sandäcker im Nordwestdeutschen Tiefland – Einführung in das Exkursionsgebiet und Exkursionsbericht. Aktuelles zum Niedersächsischen Ackerrandstreifenprogramm. In: NNA-Berichte 9 (2), Schneverdingen 1996, S. 47–52.
- Stand des Ackerwildkrautschutzes in Niedersachsen. In: Informationen des Naturschutzes Niedersachsen des Niedersächsischen Landesamtes für Ökologie 17, Nr. 6, Hannover 1997, S. 241–244.
- Effizienzkontrollen auf Ackerrandstreifen in Deutschland – Eine Voraussetzung für die Förderung durch die EU. In: Peckiana der Senckenberg Gesellschaft für Naturforschung, 2001, S. 121–125.
- Organisation und Monitoring im Rahmen des Ackerrandstreifenprogrammes in Niedersachsen von 1987 bis 2000 – Skizze eines Modellprojektes. In: Artenschutzreport 11 des Bundesamtes für Naturschutz, 2001, S. 37–41.
- Gesamtbetriebliche Natur- und Gewässerschutzberatung in Niedersachsen – Skizze eines Modellprojektes. In: T. Van Elsen (Hrsg.): Einzelbetriebliche Naturschutzberatung – ein Erfolgsrezept für mehr Naturschutz in der Landwirtschaft, FIBL e. V., Witzenhausen 2005, S. 146–151.
- Fachlich-methodische Grundlagen der ergebnisorientierten Honorierung im Grünland Nordwestdeutschlands - Beispielregion Harz. In: NNA-Berichte Heft 1, Schneverdingen 2006, S. 159–165 (Online).
- Agri-environmental schemes in Lower Saxony. In: Verhandlungen der Gesellschaft für Ökologie 36, Bremen 2006, S. 343.
- Landscape Structure for Conservation of arable flowers in Lower Saxony (Germany): Population developments since 1987 and perspectives. In: Verhandlungen der Gesellschaft für Ökologie 37, Marburg 2007, S. 473.
- Ergebnisse von 20 Jahren Ackerwildkrautschutz in Niedersachsen und Förderung im Kooperationsprogramm Naturschutz ab 2007. In: Informationen des Naturschutzes Niedersachsen des NLWKN, Nr. 2, Hannover 2007, S. 86–93. (Online, pdf)